# گرگ تنها و توله: کالسکه بچه به سوی ایزد مرگ
گرگ تنها و توله:کالسکه بچه به سوی ایزد مرگ (به ژاپنی: 子連れ狼 死に風に向う乳母車) فیلمی در ژانر رزمی به کارگردانی کنجی میسومی است که در سال ۱۹۷۲ اکران شد. از بازیگران آن می‌توان به تومیسابورو واکایاما و گو کاتو اشاره کرد.